# Neuendorf am Damm
Neuendorf am Damm ist ein Ortsteil und eine Ortschaft der Stadt Kalbe (Milde) im Altmarkkreis Salzwedel in Sachsen-Anhalt, Deutschland.

## Geographie

### Lage
Neuendorf am Damm, ein Straßendorf mit einer Kirche, liegt vier Kilometer östlich von Kalbe (Milde) am Radegraben in der Altmark.

### Ortschaftsgliederung
Zur Ortschaft Neuendorf am Damm gehören die Ortsteile Neuendorf am Damm und Karritz.

## Geschichte

### Mittelalter bis Neuzeit
Da der Ortsname Neuendorf in der Altmark mehrfach vorkommt, ist bei älteren urkundlichen Nachrichten unsicher, welcher Ort gemeint ist. Im Landbuch der Mark Brandenburg von 1375 wird ein Neuendorf als Niendorpp oder Nyendorp aufgeführt.
Im Jahre 1384 wird der Zeuge Hartwygh, Pfarrer in Nyendorpe, genannt. Der Historiker Peter Rohrlach schreibt dazu: Im „Register zum Riedel zu diesem Neuendorf am Damm gestellt, doch bleibt diese Zuordnung unsicher, es kann auch Neuendorf bei Klötze gemeint sein.“
Im Jahre 1421 wird Heyne Bockenbusch zu Stendal In dem dorff czu Newendorff vor dem damme czu Calue belehnt. Diese Nennung kann als erste sichere urkundliche Erwähnung betrachtet werden.
Weitere Nennungen sind 1598 Niendorf für den Tham zu Calve, 1687 Niendorff vorm Dam und schließlich 1804 Neuendorf am Damm (durch den Calbischen Werder).
Die von Alvensleben hatten hier Einkünfte. Später hatte der General Joachim Henniges von Treffenfeld hier Einkünfte.
Im Jahre 1955 entstand die erste Landwirtschaftliche Produktionsgenossenschaft vom Typ III, die  LPG „Hermann Matern“.

### Eingemeindungen
Ursprünglich gehörte das Dorf bis 1807 zum Stendalischen Kreis, danach bis 1813 zum Kanton Bismark im Distrikt Stendal im Königreich Westphalen, ab 1816 kam es in den Kreis Stendal, den späteren Landkreis Stendal in der preußischen Provinz Sachsen.
Am 25. Juli 1952 wurde die Gemeinde in den Kreis Kalbe (Milde) umgegliedert. Am 1. Januar 1988 wurde Neuendorf dem Kreis Gardelegen zugeordnet. Am 1. Juli 1994 kam die Gemeinde zum Altmarkkreis Salzwedel.
In einer Vereinbarung beschlossen die Gemeinderäte der Gemeinden Stadt Kalbe (Milde), Altmersleben, Güssefeld, Kahrstedt, Neuendorf am Damm, Wernstedt und Winkelstedt, dass ihre Gemeinden aufgelöst und zu einer neuen Stadt Kalbe (Milde) vereinigt werden. Diese Gebietsänderung wurde vom Landkreis als unterer Kommunalaufsichtsbehörde genehmigt und trat am 1. Januar 2009 in Kraft.
Nach Umsetzung der Vereinigungsvereinbarung der bisher selbstständigen Gemeinde Neuendorf am Damm wurden Neuendorf am Damm und Karritz Ortsteile der neuen Stadt Kalbe (Milde). Für die eingeflossene Gemeinde wurde die Ortschaftsverfassung nach den §§ 86 ff. der Gemeindeordnung Sachsen-Anhalt eingeführt. Die aufgenommene Gemeinde Neuendorf am Damm und künftigen Ortsteile Neuendorf am Damm und Karritz wurden zur Ortschaft der neuen Stadt Kalbe (Milde). In der eingeflossenen Gemeinde und nunmehrigen Ortschaft Neuendorf am Damm wurde ein Ortschaftsrat mit fünf Mitgliedern einschließlich Ortsbürgermeister gebildet.

### Einwohnerentwicklung
| Jahr | Einwohner |
| ---- | --------- |
| 1734 | 119       |
| 1772 | 126       |
| 1791 | 125       |
| 1798 | 151       |
| 1801 | 146       |
| 1818 | 158       |
| 1840 | 225       |
| 1864 | 250       |

| Jahr | Einwohner |
| ---- | --------- |
| 1871 | 259       |
| 1885 | 237       |
| 1892 | [00]225   |
| 1895 | 220       |
| 1900 | [00]216   |
| 1905 | 201       |
| 1910 | [00]210   |
| 1925 | 204       |

| Jahr | Einwohner |
| ---- | --------- |
| 1939 | 173       |
| 1946 | 342       |
| 1964 | 232       |
| 1971 | 192       |
| 1981 | 316       |
| 1993 | 285       |
| 2006 | 240       |
| 2007 | 242       |

| Jahr | Einwohner |
| ---- | --------- |
| 2015 | 113       |
| 2016 | 104       |
| 2017 | 101       |
| 2018 | 095       |
| 2020 | [00]093   |
| 2021 | [00]091   |
| 2022 | [0]096    |
| 2023 | [0]093    |

Quelle, wenn nicht angegeben, bis 2006, 2015 bis 2018

## Religion
Die evangelische Kirchengemeinde Neuendorf am Damm, die früher zur Pfarrei Kremkau gehörte, wird heute betreut vom Pfarrbereich Garlipp im Kirchenkreis Stendal im Bischofssprengel Magdeburg der Evangelischen Kirche in Mitteldeutschland. Die ältesten überlieferten Kirchenbücher für Neuendorf am Damm stammen aus dem Jahre 1860, ältere Einträge sind bei Kremkau zu finden.
Die katholischen Christen gehören zur Pfarrei St. Hildegard in Gardelegen im Dekanat Stendal im Bistum Magdeburg.

## Politik

### Ortsbürgermeister
Jürgen Schulz ist Ortsbürgermeister der Ortschaft Neuendorf.

### Ortschaftsrat
Die Ortschaftsratswahl am 26. Mai 2019 lieferte folgende Sitzverteilung:
- Wählergemeinschaft Feuerwehr Karritz: 4 Sitze
- ein Einzelbewerber: 1 Sitz

Gewählt wurden 5 Ortschaftsräte.

## Kultur und Sehenswürdigkeiten
- Die evangelische Dorfkirche wurde 1842 mit Findlingen neu aufgebaut. Von der barocken Innenausstattung sind noch Reste vorhanden.[22] Sie ist eine Filialkirche von Kremkau.[16]
- Der Kirchhof dient als Ortsfriedhof.
- In Neuendorf am Damm gibt es einen Gedenkstein für die Opfer der Kriege und Diktaturen. In der Kirche befinden sich Gedenktafeln für die Gefallenen der Kriege im 19. und 20. Jahrhundert.[23]